# Reymondbreen
De Reymondbreen is een gletsjer op het eiland Barentszeiland, dat deel uitmaakt van de Noorse eilandengroep Spitsbergen.
De gletsjer is vernoemd naar Emil du Bois-Reymond.

## Geografie
De gletsjer ligt in het oosten van het eiland en is noordwest-zuidoost georiënteerd met het laatste deel oostwaarts. Hij heeft een lengte van ongeveer acht kilometer. Hij komt vanaf de Barentsjøkulen en mondt in het oosten uit in Olgastretet. 
Ten noordoosten van de gletsjer ligt de grotere gletsjer Augnebreen en liggen de kleinere gletsjers Barthbreen, Isormen en Willybreen. Ten zuidwesten ligt de gletsjer Hübnerbreen waarmee het zich vlak voor monding samenvoegt.